# Рыбчич, Илья Иосифович
Рыбчич Илья Иосифович  (1 августа 1949, с. Ильник, Дрогобычская область) — украинский предприниматель, основатель современной газодобывающей индустрии Украины. Ученый-изобретатель в области недропользования. Разработчик украинской научной терминологии в области химической обработки газа и газового конденсата.
Три раза подряд генеральный директор компании «Укргаздобыча» НАК «Нафтогаз Украины» (1998-2009, с перерывами) — крупнейшего газодобывающего предприятия Украины.

## Биография
По национальности украинец. Представитель карпатской этногруппы бойки, из рода православной прикарпатской шляхты Ильницких.
Отец — Иосиф Николаевич, и мать — Полина Александровна. Некоторые родственники были депортированы в Сибирь за содействие УПА.

## Образование
Окончил Дрогобычский нефтяной техникум и Ивано-Франковский институт нефти и газа, газонефтепромышленный факультет, горный инженер, «Бурение нефтяных и газовых скважин». Кандидатская диссертация «Совершенствование технологии отработки шарошечных долот при роторном способе бурения».

## Промышленная деятельность
Карьеру начал в нефтегазоразведовательных экспедициях треста «Крымнефтегазразведка» в 1970-х годах. Впоследствии работал в Красноградском управлении буровых работ ВПО «Укргазпром», которое возглавил 1986. Был отмечен профильным министерством Совета Министров СССР, его активно предлагали на руководящие должности в добывающей индустрии на Ямале.
В 1996—1997 — генеральный директор ГП «Укрбургаз» (АО «Укргазпром»), центральный офис которого находился в г. Красноград. В это время способствовал строительству в городе церкви, школы и целых жилых кварталов.
В 1997—1998 — член правления, заместитель председателя правления АО «Укргазпром».
Создание НАК «Нафтогаз Украины» 1998 года стало звездным часом Рыбчича. Он получил полную свободу действий для создания современной системы газодобычи в рамках дочерней компании «Укргаздобыча». С задачей успешно справился. До 2003 года компания остановила падение добычи газа и стабилизировала его на уровне 15 млрд м³. газа. Компания постоянно инвестировала средства в геологоразведку, бурение, обустройство новых месторождений, переработку газа и газового конденсата. Илья Рыбчич стал идеологом разведывательных работ на шельфе Чёрного моря, где началась промышленная добыча газа.
До середины 2000-х годов компания ДК «Укргаздобыча» практически полностью покрывала потребность частного и коммунального сектора государства в природном газе. На Полтавщине проводилась активная газификация сел, заключались соглашения о социальном партнерстве с сельскими общинами.
В 2004—2005 — заместитель председателя правления НАК «Нафтогаз Украины». После Оранжевой революции — снова генеральный директор ДК «Укргаздобыча». Один из деятельных членов оперативного штаба при Президенте Ющенко во время российско-украинского газового конфликта в январе 2006 года. В корпоративной области резко выступал против теневой приватизации государственных добывающих скважин под видом совместной деятельности. Прогнозировал, что в случае успешной антикоррупционной работы Украина способна значительно повысить добычу собственного природного газа:
По заданию Рыбчича, 2006 года на Шебелинском газоперерабатывающем заводе установлена первая на Украине установка когенерации.
Период управления компанией ГК «Укргаздобыча» Илья Рыбчич использовал для развития социальной базы предприятия. Построен ряд корпоративных санаториев.

## Награды
Академик Украинской нефтегазовой академии (1999). Член Киевского землячества бойков.
Заслуженный работник промышленности Украины. Лауреат Государственной премии СССР (1982), лауреат Государственной премии Украины в области науки и техники (2006). Награждён орденом Трудового Красного Знамени (1981), орденом «За заслуги» III (август 1999), II ст. (сентябрь 2004), «За трудовые достижения» IV степени, Николая Чудотворца.

## Труды
Автор более 30 научных трудов.

## Семья
Жена — Мария Онисимівна (1947, белоруска) — учитель; дочь — Янина (1973, замужем). Живёт в Киеве.